# تپه کهنه قلعه دامغان
تپه کهنه قلعه دامغان مربوط به دوران‌های تاریخی پس از اسلام است و در ۳۱ کیلومتری دامغان، بخش صید آباد، روستای آستانه واقع شده و این اثر در تاریخ ۹ اردیبهشت ۱۳۸۲ با شمارهٔ ثبت ۸۶۰۹ به‌عنوان یکی از آثار ملی ایران به ثبت رسیده است.